# Alice Patrick
Alice Patrick (1948) és una muralista i escultora afroamericana. Els seus murals són reconeguts per la ciutat de Los Angeles com els primers pintats a la ciutat per una dona afroamericana.

## Biografia
Patrick va nàixer i es va criar a Los Angeles, on estudià primer al Art Center College of Design i més tard al Otis Art Institute. També va ser professora d'art en una escola de primària.

## Obra
Patrick fou part del Projecte Mural Citywide a Los Angeles. Va pintar a la zona Sud de Los Angeles, així i tot, el seu mural de dones històriques de la Història dels Negres, completat a la meitat dels anys setanta, fou destruït poc després de ser completat. Un dels seus últims murals, Women Do Get Weary (but They Don't Give Up) de 1991, fou patrocinat pel Social and Public Art Resource Center (SPARC). El mural mostra imatges de Mary McCleod Bethune, Dorothy Height, Oprah Winfrey, Josephine Baker i altres. Patrick també es pintà a ella mateixa en el mural. El mural mesura aproximadament 3 metres per 5 i està pintat amb acrílic en estuc. En 2013, el mural va ser restaurat pel SPARC per a arreglar la pintura que es pelava i els colors que s'apagaven.
En els anys noranta, Patrick va vendre edicions impreses limitades d'activistes involucrats en el moviment afroamericà pels drets civils. Cooper's Originals, una galeria a Los Angeles, ajudà a promoure la seua obra, anunciant la venda les seues reproduccions. Més endavant, va obrir la seua pròpia galeria, anomenada Aliceland, que va conservar durant deu anys.